# Resolutie 149 Veiligheidsraad Verenigde Naties
Resolutie 149 van de Veiligheidsraad van de Verenigde Naties werd als derde van acht VN-Veiligheidsraadresoluties unaniem aangenomen op 23 augustus 1960. De resolutie beval Opper-Volta, thans Burkina Faso, aan voor VN-lidmaatschap.

## Inhoud
De Veiligheidsraad had de aanvraag voor VN-lidmaatschap van de Republiek Opper-Volta bestudeerd, en beval de Algemene Vergadering aan om Opper-Volta het VN-lidmaatschap toe te kennen.

## Verwante resoluties
- Resolutie 147 Veiligheidsraad Verenigde Naties (Benin)
- Resolutie 148 Veiligheidsraad Verenigde Naties (Niger)
- Resolutie 150 Veiligheidsraad Verenigde Naties (Ivoorkust)
- Resolutie 151 Veiligheidsraad Verenigde Naties (Tsjaad)

Lijst ·  133 ·  134 ·  135 ·  136 ·  137 ·  138 ·  139 ·  140 ·  141 ·  142 ·  143 ·  144 ·  145 ·  146 ·  147 ·  148 ·  149 ·  150 ·  151 ·  152 ·  153 ·  154 ·  155 ·  156 ·  157 ·  158 ·  159 ·  160